# Deuterollyta
Deuterollyta é um gênero de mariposa pertencente à família Crambidae.